# Rhopalomyia nothofagi
Rhopalomyia nothofagi är en tvåvingeart som beskrevs av Gagne 1973. Rhopalomyia nothofagi ingår i släktet Rhopalomyia och familjen gallmyggor. Inga underarter finns listade i Catalogue of Life.